# Menticirrhus paitensis
Menticirrhus paitensis är en fiskart som beskrevs av Hildebrand, 1946. Menticirrhus paitensis ingår i släktet Menticirrhus och familjen havsgösfiskar. IUCN kategoriserar arten globalt som livskraftig. Inga underarter finns listade i Catalogue of Life.